# Coleophora hancola
Coleophora hancola é uma espécie de mariposa do gênero Coleophora pertencente à família Coleophoridae.